# Andriy Bohdanovych Deshchytsya
Andriy Bohdanovych Deshchytsya (tiếng Ukraina: Андрій Богданович Дещиця) (ngày 22 tháng 9 năm 1965, Pervyatychi, tỉnh Lviv) là một nhà ngoại giao Ukraina, Đại sứ đặc mệnh toàn quyền của Ukraina tại Phần Lan và Iceland, từ 27/2/2014 là ngoại trưởng Ukraina. 

## Tiểu sử
Sinh ngày 22 tháng 9 năm 1965 tại tỉnh Lviv, A. B. Deshchytsia tốt nghiệp Đại học Quốc gia Franko Lviv Ivan (1989), Đại học Alberta (Edmonton, Canada) (1995). Ông có bằng thạc sĩ ngành lịch sử và bằng tiến sĩ ngành Khoa học chính trị (1995). Ông thông thạo tiếng Ukraina, tiếng Anh, tiếng Nga và tiếng Ba Lan.

## Sự nghiệp
1996-1999 - thư ký báo chí, Bí thư thứ nhất của Đại sứ quán Ukraina tại Cộng hòa Ba Lan.
1999-2001 - Điều phối viên cao cấp của PAUCI (Sáng kiến hợp tác Ba Lan-Mỹ-Ukraina)
2001-2004 - Tham tán Đại sứ quán Ukraina tại Cộng hòa Phần Lan.
2004-2006 - Tham tán, công sứ-tham tán của Đại sứ quán Ukraina tại Cộng hòa Ba Lan.
2006-2008 - Người phát ngôn của Bộ Ngoại giao Ukraina.
2008-2012 - Đại sứ đặc mệnh toàn quyền của Ukraine ở Cộng hòa Phần Lan và Iceland (đóng ở Phần Lan).
2012 - tháng 2 năm 2014 - Đại sứ lưu động. Tháng 1-tháng 12 năm 2013 - Đại diện đặc biệt của Chủ tịch Tổ chức An ninh và Hợp tác châu Âu (OSCE) giải quyết xung đột.
Ngày 19/6/2014, Quốc hội Ukraina đã quyết định cách chức ngoại trưởng A. B. Deshchitsa do những lời văng tục khi ông nói về Tổng thống Nga Putin trong cuộc biểu tình ở Kiev cuối tuần trước đó.

## Câu nói
Phát biểu trước đám đông phản đối vụ 
máy bay vận tải quân sự Ukraina bị bắn rơi, ông nói: "Tôi ủng hộ các bạn biểu tình… Đúng Putin là một khuilo" (khuilo là một từ tục tĩu trong tiếng Nga/Ukraina nghĩa là thằng khốn). Theo đại sứ Mỹ ở Ukraina làH Geoffrey Pyatt, thực ra D. B. Deshchytsia nói như vậy để vuốt ve người biểu tình và yêu cầu họ đừng sử dụng bạo lực hay biện pháp cực đoan. Ngày 19 tháng 6 năm 2014, A. B. Deschytsia bị bãi chức và thay bằng P. A. Klimkin, cựu đại sứ Ukraina ở Đức. Không có bình luận gì về việc liệu việc thay thế Deschytsia có liên quan gì đến việc văng tục về Putin hay không, nhưng truyền thông Ukraina nói rằng sự kiện thay thế nhân sự này đã được lên kế hoạch từ trước sự cố văng tục và nó là một phần trong việc cải tổ nội các sau khi Tổng thống Ukraina mới lên cầm quyền.